# Caius Oppius
Caius Oppius vagy másképpen Caius Oppianus Cornicinus (i. e. 1. század) római politikus, író.

## Élete
Lovagi származású, Iulius Caesar közeli barátja és megbízottja volt. Caesar személyes ügyeit intézte, amíg az Galliában tartózkodott. A polgárháború kezdetén Balbusszal együtt békéltető szerepet játszott, de nem járt sikerrel. Lejegyezték, hogy együtt vacsorázott annak a hírhedt napnak az estéjén Caesarral, Sallustiusszal, Hirtiusszal, Balbusszal és Sulpicus Rufusszal amelyen a hadvezér átlépte a Rubicon folyót (Kr. e. 49. január 10.) és hadsereggel lépett Itália földjére. Amikor Caesar Görögországba ment, Oppianus, bár semmilyen hivatallal nem rendelkezett, igen tekintélyes ember lett Rómában, még Cicero is kereste barátságát. Szívességét és közbenjárását, úgy maga, mint mások részére többször is igénybe vette. Caesar halála után Octavianushoz csatlakozott, majd nemsokára meghalt.

## Művei
A későbbi időkben többen is őt gondolták a De bello Alexandrino (Alexandriai háború), a De bello Africo (Africai háború) és a De bello Hispaniensi (Hispaniai háború) szerzőjének. Suetonius is ezt állítja Caesar-életrajzában, de ezek közül csupán az elsőről tételezhető fel, hogy valóban az ő műve, a másik kettőről semmiképp sem. Az azért biztos, hogy az afrikai és hispániai harcok történetét nem ő írta, mert ezen későbbi művek írója személyesen vett részt a leírt harcokban, míg Oppius abban az időben Rómában tartózkodott.
Oppius írt egy életrajzot Caesarról és az idősebb Scipioról is. Caesar halála után írt egy pamfletet, amiben azt akarta bizonyítani, hogy Caesarion nem Caesar fia volt, jóllehet a királynő ezt állította.